# Amilo
Amilo er en census town i Azamgarh-distriktet delstaten Uttar Pradesh, Indien.

## Demografi
Pr. en folketælling i 2001, havde Amilo en befolkning på 21.887. 52% er mænd, mens 48% er kvinder. I gennemsnit kan 46% af befolkningen læse og skrive, hvilket er mindre end det nationale gennemsnit på 59,5%; 58% af mændene og 42% af kvinderne. 22% af befolkningen er under 6 år gamle.

## Fodnoter
1. ↑  "Census of India 2001: Data from the 2001 Census, including cities, villages and towns  (Provisional)". Census Commission of India. Arkiveret fra originalen 2004-06-16. Hentet 2008-11-01.